# 霍尔格·勒尔
霍尔格·勒尔（德語：Holger Löhr，1970年7月25日—），德国前男子手球运动员。他曾代表德国国家队参加1996年夏季奥林匹克运动会手球比赛，结果队伍获得第七名。